# Muhammad abd-al Hakim Amir

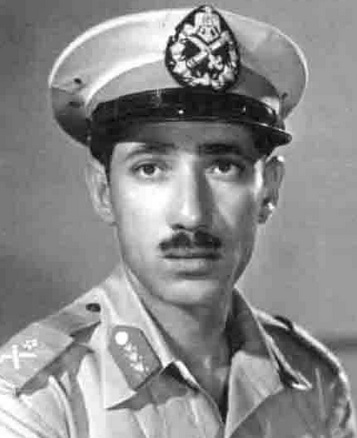
Muhammad abd-al Hakim Amir 1955.

Muhammad abd-al Hakim Amir (arabiska: محمد عبد الحكيم عامر), född 11 december 1919 i Samalut, död 13 september 1967 i Kairo, var en egyptisk militär och politiker.
Amir stred i 1948 års arabisk-israeliska krig, och deltog 1952 i den statskupp som avsatte kung Faruq I och införde republik i Egypten. Han var försvarsminister och stabschef i egyptiska armén 1956–1967 samt vice premiärminister 1958–1967 under Gamal Abdel Nasser. Amir förde befälet över egyptiska armén under Suezkrisen 1956, inbördeskriget i Nordjemen 1962–1967 och sexdagarskriget 1967.
Efter Egyptens nederlag i sexdagarskriget avgick Amir. Kort därefter anklagades han för att ha planerat en militärkupp och sattes i husarrest, där han begick självmord.